# Rudbeckia fulgida
Espèce
Synonymes
- Centrocarpha fulgida (Aiton) D.Don ex G.Don[1]
- Helianthus fulgidus E.H.L.Krause[1]
- Rudbeckia speciosa Wender.[1]

Rudbeckia fulgida (la Rudbeckie lumineuse) est une espèce de plante à fleurs de la famille des Astéracées.
Ce sont des plantes herbacées ornementales.

## Liste des variétés
Selon Tropicos (4 novembre 2022) (Attention liste brute contenant possiblement des synonymes) :
- Rudbeckia fulgida var. auriculata Perdue
- Rudbeckia fulgida var. deamii (S.F. Blake) Perdue
- Rudbeckia fulgida var. fulgida
- Rudbeckia fulgida var. missouriensis (Engelm. ex C.L. Boynton & Beadle) Cronquist
- Rudbeckia fulgida var. palustris (Eggert ex C.L. Boynton & Beadle) Perdue
- Rudbeckia fulgida var. spathulata (Michx.) Perdue
- Rudbeckia fulgida var. speciosa (Wender.) Perdue
- Rudbeckia fulgida var. sullivantii (C.L. Boynton & Beadle) Cronquist
- Rudbeckia fulgida var. umbrosa (C.L. Boynton & Beadle) Cronquist, 1945